# Édouard Fournier
Cet article possède un paronyme, voir Louis Édouard Fournier.
Pour les articles homonymes, voir Fournier.
Édouard François Fournier, né à Orléans le 15 juin 1819 et mort à Paris 6e le 10 mai 1880, est un homme de lettres, auteur dramatique, historien, bibliographe et bibliothécaire français.

## Biographie
Issu d'une famille d'artistes serruriers, il fait ses études au collège d'Orléans pour se consacrer ensuite tout entier à des travaux littéraires. Après une première pièce de théâtre en 1841, et quelques feuilletons parus dans le journal Le Loiret en 1842, il publie de très nombreuses études historiques, littéraires, bibliographiques et théâtrales. Il édite de nombreux auteurs tout en continuant à écrire pour la scène. Il contribue aussi un grand nombre d'articles à l’Encyclopédie universelle, au Supplément du Dictionnaire de la conversation, à l’Histoire des villes de France, au Moniteur, au Constitutionnel, à L'Illustration, à La Revue française, au journal Le Théâtre, dont il est rédacteur en chef de 1853 à 1855.
L’Académie française lui décerne le prix Halphen en 1866 pour l'ensemble de ses œuvres critiques et en 1881, sa veuve reçoit le prix Monbinne en mémoire des œuvres de son mari.
Mort à son domicile, au 13 de la rue des Saints-Pères (plaque commémorative), il est inhumé au cimetière Montparnasse ; ses restes ont été transférés à l'ossuaire du Père-Lachaise en 1992.
Dans le 16e arrondissement de Paris, la rue Édouard-Fournier lui rend hommage.
Marié à Claire Émilie Renguédé, il est le père de Paul Joseph Albert Fournier (1847-1925), qui fut aquafortiste et préfet et directeur au ministère de l'Intérieur, officier de la Légion d'honneur, et de Louis Édouard Fournier, peintre.

### Publications
- Essai historique sur l'orthographe (1849)

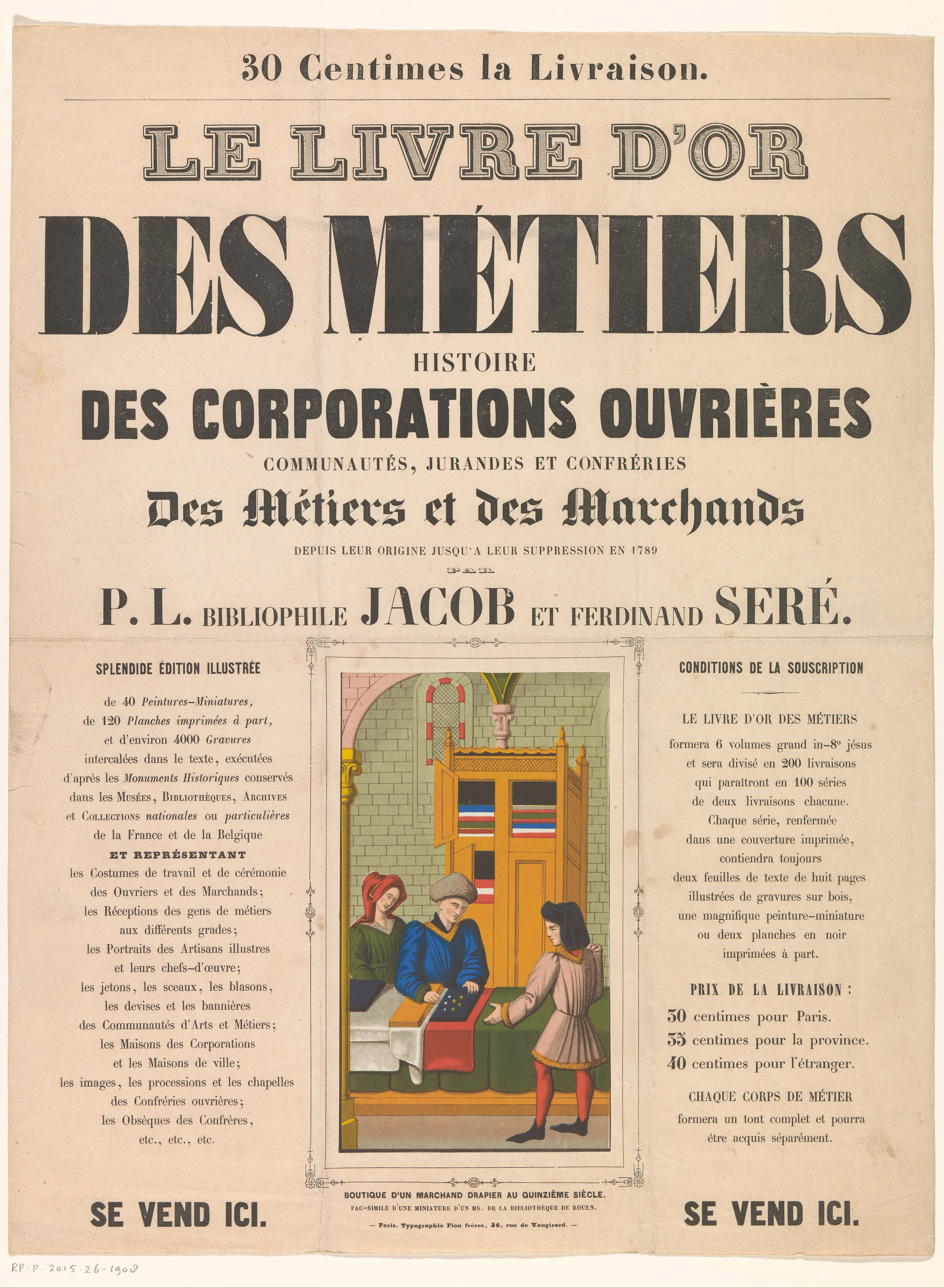
Publicité pour la collection « Le livre d'or des métiers » (1850-1852), à laquelle Fournier collabora.

- Histoire des hôtelleries, cabarets, hôtels garnis, restaurants et cafés, et des anciennes communautés et confréries d'hôteliers, de marchands de vins, de restaurateurs, de limonadiers, etc., avec Francisque Michel, coll. « Le Livre d'or des métiers », 2 vol., illustrations d'Albert Racinet, Paris, éd. Seré, 1851 ; rééd. éd. Adolphe Delahays, 1858 — Texte en ligne 1 2.
- Un prétendant portugais au XVIe siècle, lettre à M. M. D'Antas, sur Don Antonio, prieur de Crato, suivie d'études sur un prédicateur portugais à Paris en 1610, la Rosalinda et l'origine portugaise de la Fiancée du roi de Garbe (1851)
- Histoire des cordonniers et des artisans dont la profession se rattache à la cordonnerie... depuis leur fondation jusqu'à leur suppression en 1789, précédée de l'histoire de la chaussure depuis les temps les plus reculés jusqu'à nos jours, avec Paul Lacroix et Alphonse Duchesne, coll. « Le Livre d'or des métiers », Paris, Seré, 1852.
- Histoire de l'imprimerie et des arts et professions qui se rattachent à la typographie, comprenant l'histoire des anciennes corporations et confréries depuis leur fondation jusqu'à leur suppression en 1789, avec Paul Lacroix et Ferdinand Seré, coll. « Le Livre d'or des métiers », Paris, éd. Adolphe Delahays, 1852 — Lire sur Gallica.
- Paris démoli, mosaïque de ruines, préf. de Théophile Gautier, Paris, éd. Auguste Aubry, 1855 — sur Gallica ; nouvelle édition augmentée, Paris, Dentu, 1883 — sur Gallica.
- Les Lanternes. Histoire de l'ancien éclairage de Paris, suivi de la réimpression de quelques poèmes rares : Les Nouvelles Lanternes, 1755 [par de Valois d'Orville] ; Plaintes des filoux et écumeurs de bourses contre nosseigneurs les réverbères, 1769 ; Les Ambulantes à la brune contre la dureté du temps, 1769 ; Les Sultanes nocturnes, 1769 (1854)
- Antoine Furetière. Le Roman bourgeois, ouvrage comique (1854) Texte en ligne
- Les Caquets de l'accouchée, récit anonyme de 1622 (1855)
- Chansons de Gaultier Garguille (1854)
- Curiosités des inventions et découvertes (1855)
- Curiosités militaires (1855)
- L'Esprit des autres (1855) Texte en ligne
- Variétés historiques et littéraires, recueil de pièces volantes rares et curieuses en prose et en vers (10 volumes, 1855-1863)
- Lettres inédites de la marquise de Créqui à Sénac de Meilhan, 1782-1789, mises en ordre et annotées par Édouard Fournier, précédées d'une introduction par Sainte-Beuve (1856)
- Marie-Catherine-Hortense de Villedieu. Récit en vers et en prose de la farce des Précieuses (1856)
- L'Esprit dans l'histoire, recherches et curiosités sur les mots historiques (1857) texte en ligne : bnam CNAM Gallica
- Alexis Piron. Œuvres (1857)
- Histoire physique, civile et morale de Paris par Jacques-Antoine Dulaure, augmentée d'une notice sur Dulaure et continuée jusqu'à nos jours par Édouard Fournier (3 volumes, 1858)
- Le Vieux-neuf, histoire ancienne des inventions et découvertes modernes (2 volumes, 1859)
- Énigmes des rues de Paris (1860) texte en ligne
- Histoire du Pont-Neuf (2 volumes, 1862)
- Le Jeu de paume, son histoire et sa description, notice par M. Edouard Fournier, suivie d'un traité de la courte-paume et de la longue-paume, des biographies des principaux paumiers, etc. (1862)
- Le Roman de Molière, suivi de fragments sur sa vie privée, d'après des documents nouveaux (1863) Texte en ligne
- L'Art de la reliure en France aux derniers siècles (1864)
- Chroniques et légendes des rues de Paris (1864) Texte en ligne
- La Comédie de Jean de La Bruyère (2 volumes, 1866)
- Les Tragédies de Sophocle, texte grec avec un commentaire critique et explicatif (1867)
- Les Prussiens chez nous (1871)
- Le Théâtre français au XVIe et au XVIIe siècle, ou Choix des comédies les plus curieuses antérieures à Molière, avec une introduction, des notes et une notice sur chaque auteur (1871)
- Œuvres complètes de Nicolas Boileau, précédées de la vie de l'auteur d'après des documents nouveaux et inédits (1873)
- Voltaire. Théâtre complet (1874)
- Œuvres complètes de Regnard, précédée d'une introduction d'après des documents entièrement nouveaux (1875)
- Œuvres complètes de Beaumarchais (1876)
- Œuvres de Jean de La Fontaine : théâtre, fables, poésies, etc. (1876)
- Œuvres de Marivaux. Théâtre complet (1877)
- Histoire de la butte des Moulins, suivie d'une étude historique sur les demeures de Corneille à Paris (1877)
- Le Livre commode des adresses de Paris pour 1692 par Nicolas de Blégny, précédé d'une introduction et annoté par Édouard Fournier (2 volumes, 1878) Texte en ligne 1 2
- Scarron. Théâtre complet (1879)
- Le Mystère de Robert le Diable, mis en deux parties, avec transcription en vers modernes en regard du texte du XIVe siècle, et précédé d'une introduction par Édouard Fournier (1879)
- Souvenirs poétiques de l'école romantique, 1825 à 1840 (1880) Texte en ligne
- Théâtre choisi de Louis-Benoît Picard (1881)
- Paris-Capitale (1881)
- Paris démoli (Nouvelle édition revue et augmentée) (1883)
- Histoire des enseignes de Paris, revue et publiée par Paul Lacroix (1884)
- Études sur la vie et les œuvres de Molière, revues et mises en ordre par Paul Lacroix (1885) Texte en ligne
- Histoire des jouets et des jeux d'enfants (1889)
- Une Malouine au temps de la Révolution. Madame de Bassablons d'après les documents de l'époque (4e édition, 1922)

Théâtre
- Christian et Marguerite, comédie en 1 acte, en vers, avec Pol Mercier, Paris, Comédie-Française, 6 mars 1851
- Le Roman du village, comédie en vers, en 1 acte, avec Pol Mercier, Paris, Théâtre de l'Odéon, 5 juin 1853
- Les Deux Épagneuls, opéra-comique en 1 acte et en vers libres, musique de Charles Manry, Paris, Néo-Thermes, 19 décembre 1854
- Jacqueline ou la Fille du soldat, opéra-comique en 1 acte, avec Eugène Scribe et Léon Battu, musique de Jules Costé et du comte d'Osmond, Paris, Opéra-Comique, 8 juin 1855
- Le Chapeau du roi, opéra-comique en 1 acte, musique de Henri Caspers, Paris, Théâtre-Lyrique, 16 avril 1856
- La Charmeuse, opéra-comique en 1 acte, musique de Henri Caspers, Paris, Théâtre des Bouffes-Parisiens, 12 avril 1858
- Le Diable rose, pièce à ariettes en 1 acte, avec Pol Mercier, musique de Hermine Déjazet, Paris, Théâtre Déjazet, 14 novembre 1859
- Titus et Bérénice, opérette bouffe en 1 acte, musique de Léon Gastinel, Paris, Théâtre des Bouffes-Parisiens, 12 mai 1860
- Corneille à la butte Saint-Roch, comédie en 1 acte, en vers, Paris, Théâtre-Français, 6 juin 1862
- Le Paradis trouvé, comédie en 1 acte, en vers, avec Pol Mercier, Paris, Théâtre de l'Odéon, 1er septembre 1862
- La Fille de Molière, comédie en 1 acte, en vers, Paris, Théâtre de l'Odéon, 15 janvier 1863 Texte en ligne
- Racine à Uzès, comédie en 1 acte, en vers, Paris, Théâtre du Vaudeville, 21 décembre 1864
- La Valise de Molière, comédie en 1 acte, en prose, Paris, Théâtre-Français, 15 janvier 1868
- Gutenberg, drame en 5 actes et en vers, Paris, Théâtre de l'Odéon, 8 avril 1869
- La Vraie Farce de Maître Pathelin, mise en 3 actes et en vers modernes, Paris, Comédie-Française, 26 novembre 1872